# Micrurus clarki
Espèce
Statut de conservation UICN

 LC  : Préoccupation mineure
Micrurus clarki est une espèce de serpents de la famille des Elapidae.

## Répartition
Cette espèce se rencontre au Costa Rica, au Panamá et dans l'ouest de la Colombie.

## Description
L'holotype de Micrurus clarki, une mâle juvénile, mesure 274 mm dont 41 mm pour la queue. Ce serpent corail présente une livrée composée d'anneaux noirs, rouges et jaunes.  Les rayures noires sont au nombre de 13 sur le corps et de 7 sur la queue. C'est un serpent venimeux.

## Étymologie
Son nom d'espèce lui a été donné en l'honneur de H. C. Clark qui a collecté l'holotype.

## Publication originale
- Schmidt, 1936 : Notes on Central American and Mexican coral snakes. Zoological series of Field Museum of Natural History, n. 20, p. 205-216 (texte intégral).